# Франшвил (Јура)
Франшвил (фр. Francheville) насеље је и општина у источној Француској у региону Франш-Конте, у департману Јура која припада префектури Доле.
По подацима из 2011. године у општини је живело 36 становника, а густина насељености је износила 24,66 становника/km². Општина се простире на површини од 1,46 km². Налази се на средњој надморској висини од 215 метара (максималној 223 m, а минималној 203 m).

## Демографија
| 1962. | 1968. | 1975. | 1982. | 1990. | 1999. | 2011. |
| ----- | ----- | ----- | ----- | ----- | ----- | ----- |
| 26    | 39    | 36    | 27    | 26    | 26    | 36    |

График промене броја становника у току последњих година